# Mesostenus ruficoxis
Mesostenus ruficoxis là một loài tò vò trong họ Ichneumonidae.